# L'EnDehors
L'En-dehors es un histórico periódico anarquista individualista fundado por Zo d'Axa en 1891.
Numerosos activistas contribuían con el periódico, incluyendo a Jean Grave, Bernard Lazare, Albert Libertad, Octave Mirbeau, Saint-Pol-Roux, Tristan Bernard, Georges Darien, Lucien Descaves, Sébastien Faure, Félix Fénéon, Émile Henry, Camille Mauclair, Émile Verhaeren, y Adolphe Tabarant. Cuando Ravachol fue arrestado, Zo d'Axa propuso ayudar a su familia y por esa razón también fue arrestado. El periódico fue acusado en el Juicio de los treinta a los anarquistas franceses en 1894.
En 1922, una segunda época de L'En-dehors fue publicada por Émile Armand, cuyo verdadero nombre era Ernest Juin. Armand promovía la libertad individual, el anarcofeminismo (Emma Goldman), el amor libre y el anarquismo. Debido al inicio de la  Segunda Guerra Mundial En-Dehors dejó de editarse en octubre de 1939. 
En 2002, se comenzó a publicar una nueva versión de L'En-dehors, en colaboración con Green Anarchy e incluyendo algunos colaboradores como Lawrence Jarach, Patrick Mignard, Thierry Lodé, Ron Sakolsky, y Thomas Slut. Publicó numerosos artículos sobre el capitalismo, derechos humanos, amor libre y luchas sociales. El L'En-dehors continúa con una página web, endehors.net.